# Refugio Estancia San Antonio
El refugio Estancia San Antonio es un área natural protegida ubicada en cercanías a la localidad de Colonia Carlos Pellegrini, en el departamento San Martín de la provincia de Corrientes, en el sector central de la mesopotamia argentina.
Fue creada en el año 2009 sobre una superficie de 3918 ha de propiedad privada, dedicadas a la ganadería sustentable y supervisadas en su preservación por la Fundación Vida Silvestre Argentina.

## Flora
La cobertura vegetal del refugio incluye varias especies de gran o mediano porte, que forman bosques abiertos o agrupaciones ralas y discontinuas. Entre otros, se encuentran el timbó (Enterolobium contortisiliquum), el ibapoy (Ficus monckii), el lapacho (Handroanthus heptaphyllus), el  ñandubay (Prosopis affinis), varias subespecies de algarrobo y el quebracho blanco (Aspidosperma quebracho-blanco). La mayor parte de la superficie está cubierta por pastizales o pajonales.

## Fauna
En las zonas donde prevalece ambiente de humedal o palustre se ha observado la presencia de ejemplares de lobito de río (Lontra longicaudis), ciervo de los pantanos (Blastocerus dichotomus), yacaré negro (Caiman yacare), lagarto overo (Salvator merianae) y entre los pastizales la anaconda amarilla o cariyú (Eunectes notaeus).
El refugio se caracteriza por la presencia de varias especies de aves, como la paloma manchada (Patagioenas maculosa), el picaflor de barbijo (Heliomaster furcifer), el carpintero lomo blanco (Campephilus leucopogon), el celestino común (Thraupis sayaca) y el pepitero de collar	(Saltator aurantiirostris), entre otros.

Se han observado algunas especies vulnerables o amenazadas, como el cardenal amarillo (Gubernatrix cristata) y el águila coronada (Harpyhaliaetus coronatus).